# Thunbergia ruspolii
Thunbergia ruspolii är en akantusväxtart som beskrevs av Gustav Lindau. Thunbergia ruspolii ingår i släktet thunbergior, och familjen akantusväxter. Inga underarter finns listade i Catalogue of Life.